# Monica Giorgi
Monica Giorgi, per l'anagrafe Monica Cerutti-Giorgi (Livorno, 3 gennaio 1946), è un'ex tennista e saggista italiana.

## Biografia

### Carriera sportiva
Da junior ha vinto la Coppa Lambertenghi, a Milano (1960).
Come singolarista, ha raggiunto il terzo turno al Roland Garros nel 1967 e nel 1969 e il secondo turno al torneo di Wimbledon nel 1966; in doppio ha raggiunto il secondo turno al Roland Garros, nel 1966, in coppia con Graziella Perna e il terzo turno a Wimbledon, nel 1973, in coppia con Daniela Marzano; mentre nel doppio misto ha raggiunto il terzo turno a Wimbledon, nel 1971, in coppia con Franco Bartoni. 
Alle Universiadi di Tokyo, nel 1967, ha vinto due medaglie d'argento, nel doppio e nel doppio misto, in coppia, rispettivamente, con Alessandra Gobbò e Giordano Maioli.
È stata sei volte campionessa d'Italia nel doppio: nel 1964 e nel 1965, in coppia con Graziella Perna, nel 1968 con Roberta Beltrame, nel 1971 e nel 1979, con Anna-Maria Nasuelli e nel 1972, con Lucia Bassi. Ha vinto anche un titolo nel doppio misto, nel 1970, in coppia con Franco Bartoni.

### Impegno politico e culturale
Nel 1972, per protesta contro l’Apartheid, Monica Giorgi si presentò in campo, a Johannesburg, in Sudafrica, indossando una provocatoria maglietta con due piedi bianchi e due neri sovrapposti come in un rapporto sessuale. Al ritorno, a seguito di un esposto della federazione sudafricana, fu squalificata per un certo periodo.
Dopo il ritiro, essendo laureata in filosofia, ha insegnato storia e filosofia nei licei. Femminista, atea e anarchica, ha costituito l’associazione “Niente più sbarre”, con la tematica delle condizioni dei detenuti in carcere.
Ha scritto un saggio sulla filosofa francese Simone Weil, intitolato La clown di Dio, edito da Zero in Condotta, nel 2013, e pubblicato in estratto anche da Rivista anarchica.

## Curiosità
- Nel 1970 Monica Giorgi ha partecipato alla trasmissione televisiva Rischiatutto, concorrendo per la vita e le opere di Franz Kafka[5].

## Palmarès
| Anno | Manifestazione | Sede  | Evento           | Risultato | Note  |
| ---- | -------------- | ----- | ---------------- | --------- | ----- |
| 1967 | Universiadi    | Tokyo | Doppio femminile | Argento   | [ 6 ] |
| 1967 | Universiadi    | Tokyo | Doppio misto     | Argento   | [ 7 ] |